# أليكساندر ديلغادو
أليكساندر ديلغادو (بالبرتغالية: Alexandre Delgado‏) هو ملحن برتغالي، ولد في 1965 في لشبونة في البرتغال.

## روابط خارجية
- أليكساندر ديلغادو على موقع IMDb (الإنجليزية)